# Follow My Heart
Follow My Heart – singel zespołu Ich Troje i niemieckiego rapera Real McCoya (właściwie Olafa „O-Jaya” Jeglitza, który występował pod nazwą bandu Real McCoy) nagrany w kilku językach: angielskim, polskim i hiszpańskim (eurowizyjna wersja zawiera również fragmenty niemieckie i rosyjskie), wydany w marcu 2006 roku. W tym samym roku utwór reprezentował Polskę podczas 51. Konkursu Piosenki Eurowizji, w którym zajął 11. miejsce w półfinale konkursu, nie awansując do finału.

## Historia utworu

### Kompozycja
Muzycznie piosenka inspirowana jest znanym w latach '90. stylem eurodance, z którym powiązany jest Real McCoy, współtwórca utworu. Muzykę stworzył André Franke (twórca innej eurowizyjnej propozycji Ich Troje – „Keine Grenzen – Żadnych granic”, który reprezentował Polskę podczas 48. Konkursu Piosenki Eurowizji w 2003 roku). Słowa singla napisali Michał Wiśniewski, William Lennox i Real McCoy. Całość nagrano w Woobie Doobie Studio, realizacją zajął się Wojtek Olszak. Miks i mastering wykonał Franke, który nagrał także fragmenty utworu na instrumentach klawiszowych. Sekcję gitarową zagrał Michał Grymuza.

### Konkurs Piosenki Eurowizji
28 stycznia 2006 roku, w studiu telewizyjnej Jedynki odbył się koncert finałowy selekcji Piosenka dla Europy 2006, w którym brało udział 12 wykonawców, w tym Ich Troje z piosenką „Follow My Heart”. Uczestnicy nie byli oceniani tylko przez widzów, którzy głosowali w systemie audiotele, lecz także przez wprowadzonych w tym roku jurorów, którzy przyznawali punkty w systemie eurowizyjnym. W skład jury weszli: Maryla Rodowicz (piosenkarka, przewodnicząca komisji sędziowskiej), Maria Szabłowska (dziennikarka Polskiego Radia), Elżbieta Skrętkowska (autorka programu Szansa na sukces), Beata Drążkowska (członkini Stowarzyszenia Miłośników Konkursu Piosenki Eurowizji OGAE Polska), Zygmunt Kukla (dyrygent), Robert Leszczyński (dziennikarz muzyczny), Janusz Kosiński (sekretarz jury, bez prawa głosu).
Ostatecznie, „Follow My Heart” zdobyło tylko 5 punktów od jurorów, ale maksymalną liczbę 12 punktów od widzów. Pomimo remisu z Kasią Cerekwicką i jej utworem „Na kolana”, to właśnie utwór Ich Troje został wybrany na reprezentanta Polski podczas Konkursu Piosenki Eurowizji 2006, ponieważ ówczesny regulamin określał, że w przypadku remisu ważniejsze są głosy przyznane przez publiczność.
W kwietniu zespół rozpoczął europejską trasę promującą utwór.
| Data           | Kraj                 |
| -------------- | -------------------- |
| 10–11 kwietnia | Ukraina              |
| 15–16 kwietnia | Rumunia              |
| 19–20 kwietnia | Armenia              |
| 21 kwietnia    | Malta                |
| 23–24 kwietnia | Bośnia i Hercegowina |
| 28 kwietnia    | Litwa                |
| 29 kwietnia    | Turcja               |
| 29 kwietnia    | Białoruś             |
| 3–4 maja       | Macedonia Północna   |
| 5, 7 maja      | Niemcy               |
| 6 maja         | Cypr                 |
| 10 maja        | Grecja               |

18 maja 2006 roku grupa zaśpiewała „Follow My Heart” jako dwunasta reprezentacja podczas półfinału konkursu organizowanego w Atenach. Eurowizyjną wersję wzbogacono o dwa nowe języki: niemiecki (wykonany w drugiej zwrotce) oraz rosyjski (wykonany w drugim refrenie). Członkowie zespołu ubrani byli w kostiumy inspirowane strojami europejskiej arystokracji XVIII wieku. Anna Świątczak miała na sobie również wenecką maskę, a Magda Femme i Justyna Majkowska trzymały w rękach wielkie maskaradowe maski, które symbolizowały maskowanie prawdziwych uczuć, o jakich była mowa w tekście utworu. Wiśniewski zakończył prezentację przytuleniem się do brzucha ciążowego swojej ówczesny żony (oraz ówczesnej wokalistki grupy) – Anny. Ostatecznie, grupa zdobyła 70 punktów, co przełożyło się na 11. miejsce oraz brak awansu do finału (do kwalifikacji zabrakło sześciu punktów).